# Colinas do Sul
| \| Colinas do Sul \|                       |
| Lage der Ortschaft Colinas do Sul in Goiás |
| Colinas do Sul                             |

| Colinas do Sul |

Colinas do Sul ist eine brasilianische politische Gemeinde im Bundesstaat Goiás in der Mesoregion Nord-Goiás und in der Mikroregion Chapada dos Veadeiros. Sie liegt nördlich der brasilianischen Hauptstadt Brasília und nordnordöstlich von Goiânia, der Hauptstadt des Bundesstaates.
Zu Colinas do Sul gehören auch die Ortschaften (port.: distrios): João, Lajes und Novo Oriente. An der Nordgrenze zu Minaçu besteht ein Reservat für den indigenen Stamm der Ava-Canoeiro.

## Geographische Lage
Colinas do Sul grenzt
- von Nord bis Südost an Cavalcante
- im Südosten an Alto Paraíso de Goiás
- im Süden an Niquelândia
- im Westen an den Stausee Serra da Mesa (damit indirekt an Campinaçu)
- im Norden an Minaçu

### Hydrographische Lage
Hydrographisch entwässert Colinas do Sul in das Rio Tocantins - Araguia Becken nach Norden.
Colinas do Sul liegt östlich des Stausees Serra da Mesa, dem nach Wasserfläche und Stauvolumen größten Stausees von Goiás. Sein Abfluss ist der Rio Tocantins (oder auch Rio Maranhão genannt), welcher die Nordgrenze zur Gemeinde Minaçu bildet.
Die Ostgrenze bildet der Rio Preto zur Gemeinde Cavalcante, welcher als rechter Zufluss in den Rio Tocantins mündet. Die Südgrenze bildet der Rio Tocantinzinho, der in den Stausee Serra da Mesa mündet.

## Klima und Vegetation
Das Klima ist typisch tropisch halbfeucht mit hohen Temperaturen im Sommer um die 30 °C mit einer Luftfeuchte von 60–70 % und starken Niederschlägen. Im Winter herrscht Trockenheit und Dürre mit einer Dauer von vier bis fünf Monaten. Die Vegetation ist charakterisiert durch das Cerrado-Ökosystem.

## Wirtschaft
Nachstehende Tabelle zeigt das Bruttoinlandsprodukt (BIP) in jeweiligen Preisen für die drei Wirtschaftssektoren, PIB total und Rang von Colinas do Sul in Goiás, Bevölkerung und BIP pro Kopf für 2007 (in Tausend R$). Mit dem 229. Rang von 246 Gemeinden in Goiás gehört Colinas do Sul zu den einkommensschwächsten Gemeinden des Bundesstaates.
| Cavalcante (Goiás) BIP Daten (2007) |        |
| Landwirtschaft:                     | 3.723  |
| Industrie:                          | 1.610  |
| Dienstleistung:                     | 11.511 |
| Subtotal:                           | 16.844 |
| Steuern:                            | 1.387  |
| PIB total:                          | 18.231 |
| Rang in Goiás:                      | 220    |
| Bevölkerung :                       | 3.856  |
| PIB pro Kopf (R$):                  | 4.728  |
| Rang in Goiás:                      | 229    |